# Shinigami (Bleach)
Los Shinigami (死神 Dios de la muerte?) es un grupo de personajes del manga y anime Bleach. Son almas que viajan al mundo real para combatir a los Hollow (espíritus corrompidos y convertidos en monstruos devoradores de almas) y enviar a los Plus (espíritus buenos de las personas fallecidas) a la Sociedad de Almas.

## Escuadrones
La organización de los shinigami está separada en 13 escuadrones, cada una con una especialidad específica. Su estructura es básicamente militar, donde hay una gran variedad de rangos, el Capitán; que es el más alto y líder de su respectivo escuadrón, el Teniente; es el segundo rango más alto y el segundo al mando, los Oficiales que tienen un rango inferior como, 3.er Puesto, 4.º Puesto, 5.º Puesto; entre otros, y los subordinados, que no tienen un puesto específico pero forman parte del escuadrón. Todas las divisiones tienen un capitán, pero estas, están lideradas por un comandante general, actualmente capitán del Primer Escuadrón 

### Escuadrón Cero (Guardia Real)
Poco se sabe de este escuadrón, salvo que se trata de la encargada de proteger al rey de la Sociedad de almas. Se menciona por primera vez durante la saga del pasado, es decir, aproximadamente 110 años antes de la línea actual de la serie, cuando Shunsui Kyōraku le revela a Sōsuke Aizen la promoción de la  antigua Capitana del Duodécimo Escuadrón, Kirio Hikifune al Escuadrón Cero.
Actualmente, en la saga de la Guerra Sangrienta de los 1000 años, aparecen los integrantes de esta división. Según se explica, solo tiene 5 integrantes, los cuales fueron capitanes de división en el pasado, y su poder combinado es tal que supera con mucho al del Gotei 13 al completo:
- Senjumaru Shutara: "Gran Guardiana del Tejido”(>大織守, Ōorigami):

Mujer morena y delgada, viste un recargado kimono tradicional japonés que lleva fijada una curiosa estructura con varias ramificaciones en forma de brazos, de los que cuelgan unas esferas aparentemente irrompibles. Destaca por su sigilo, ya que fue capaz de entrar en los cuarteles de la 12.ª División ignorando las protecciones que colocó Mayuri Kurotsuchi, el cual se muestra muy sorprendido cuando la ve con los cuerpos de Renji y Byakuya suspendidos en sus esferas.
- Ichibei Hyosube:

Gigantesco shinigami completamente calvo, y con enormes cejas y poblada barba de color negro. Al cuello lleva un voluminoso collar de grandes cuentas oscuras, semejante a los rosarios que llevaban los sacerdotes sintoístas. Se muestra agradable y campechano con los integrantes del Gotei 13 (en especial con Ichigo y Kyoraku). Desvela a Ichigo y Renji que el origen de División Cero está en el Rey Espiritual, el cual comparte parte de su reiatsu con ellos. Su Zanpakutou trata de un enorme pincel de tinta que anula los poderes.
- Tenjiro Kirinji:

Hombre alto y delgado, destaca por un inmenso tupé en forma de pico. También se le conoce como "Flash Tenjiro", por su tremenda velocidad (llega incluso a abrumar a la capitana Suì-Fēng sin siquiera pestañear, aunque no es capaz de detener un velocísimo golpe de Renji, razón por la cual le deja partir con Ichigo). Se descubre que en el pasado fue el maestro de Yachiru Unohana, y antiguo capitán de la 4.ª División. Su "castillo" es el primero que visitan Ichigo y Renji (además de Byakuya, que sigue inconsciente). Tiene el aspecto de un balneario de aguas termales, con piscinas naturales que curan las heridas del cuerpo y reiatsu de quienes se sumergen en ellas. Su Zanpakutou trata de un enorme remo.
- Nimaiya Ouetsu:

Shinigami con vestimenta muy estrafalaria, en principio no interactúa con los integrantes del Gotei 13, pero cuando Ichigo y Renji visitan su "castillo" (el tercero en orden, después del de Tenjiro y el de Kirio), se muestra inicialmente dicharachero y vacilón con ellos. Después demuestra ser más serio. Es el creador de todas las zampakuto, y el responsable último de su asignación a los shinigamis. Él es el encargado de reforjar las zampakuto de Ichigo y Renji, actualmente rotas (En el caso de Ichigo, porque Haschwald la cortó por la mitad, y en el de Renji, por todos sus combates desde el que sostuvo contra Byakuya en la saga de la Sociedad de Almas). Tiene una alumna, la cual es mucho más seria y responsable que él.
- Kirio Hikifune (La Guardiana de los Alimentos):

Antigua capitana de la 12.ª División. Se muestra desde el principio muy maternal y amable con el Gotei 13, en especial con el capitán Hirako, al que da una afectuosa palmada en la espalda (lo que causa que Hirako salga volando a varias decenas de metros de distancia). Suyo es el "castillo" que visitan Ichigo y Renji en segundo lugar, justo después del de Tenjiro. Su apariencia física es curiosa: inicialmente se muestra como una mujer muy entrada en carnes, con una cara regordeta y unos prominentes carrillos, pero después resulta que su apariencia es la de una delgada y atractiva mujer. Esto se debe a que su especialidad es la cocina, y para cocinar utiliza todo su reiatsu, por eso necesita ganar mucho peso antes de empezar a cocinar. Es la encargada de alimentar a Ichigo y Renji como preparación a lo que tienen que afrontar en el "castillo" de Ouetsu.

## Zanpakutō
Las zanpakutō (斬魄刀?) son katanas usadas por shinigamis capaces de purificar hollows y enviar los plus hacia la Sociedad de Almas mediante un proceso llamado funeral del alma para cual se usa el extremo del mango del zanpakutō. Cada shinigami tiene su propia zanpakutō y en ella está refleja el poder de cada uno y adopta diferentes formas dependiendo de su portador. Todas las zanpakutōs tienen un nombre y cada una está viva. Las zanpakutōs tienen personalidad propia que de alguna forma existe en el interior de su portador. Como regla general, a mayor fuerza espiritual, mayor tamaño de la Asauchi (forma estándar), aunque esta regla no se aplica a estrictamente  en sujetos como los capitanes y otros que saben limitar su poder espiritual.

"Zanpakutō... Su habilidad y forma reflejando directamente el alma de su Shinigami. Los Shinigamis las usan en batalla, como reflejo de su corazón. Liberadas, pueden demostrar un poder vigoroso. Son una con el Shinigami. Comparten la convicción del Shinigami. Esto es una Zanpakutō."
Bleach Anime Ep. 230

Se le denomina Asauchi a la forma regular de una zanpakutō. El único poder que resalta es la capacidad de herir o purificar las diferentes variedades de espíritus que existen. Aparte del asauchi, las zanpakutōs tienen generalmente dos liberaciones o formas, denominadas shikai y bankai.
Shikai (始解?): Forma liberada inicial del zanpakutō. Para lograrlo el portador debe ser capaz de saber el nombre de su zanpakutō y para esto necesita comunicarse y luchar junto a su zanpakutō. Después de aprender el nombre, el shikai puede ser ejecutado si el shinigami dice un comando que incluya el nombre del zanpakutō. Al utilizar el shikai, el zanpakutō toma un aspecto personalizado con ataques propios de la naturaleza del espíritu que vive en ella, por ello no es extraño que Una Asauchi al ejecutar el Shikai se transforme en otro tipo de arma. El aspecto que toma el zanpakutō en estado shikai y los tipos de comandos para activarlo, varía según el espíritu que habita en cada zanpakutō. Todos los capitanes (Excepto Zaraki Kenpachi), tenientes y algunos oficiales, saben llevar a cabo la liberación shikai; además, según demostraría Renji en su combate contra Byakuya, una vez que se domina el Bankai el comando de activación del Shikai se vuelve optativo y la transformación se puede efectuar solo deseándolo.
Bankai (卍解?): Segunda liberación y final del Zanpakutō. Para lograr la liberación bankai, el portador debe ser capaz de materializar el espíritu de su Zanpakutō en la realidad, vencerlo y someterlo. Según Yoruichi, el Bankai incrementa el poder del Shinigami en cinco a diez veces. Generalmente, se necesitan al menos 10 años de entrenamiento para manifestarlo y cientos de años de experiencia de combate para dominar totalmente los poderes que genere esta técnica. Sin embargo, Kisuke Urahara ha inventado un objeto llamado tenshintai con lo cual puede traer el espíritu Zanpakutō al mundo real y hacer que el Shinigami pelee con él. Si en tres días logra derrotarlo, el Shinigami obtiene el Bankai en caso contrario habrá consecuencias nefastas que hasta la fecha son desconocidas. Para activar el Bankai no se necesita decir una frase de comando sino que decir Bankai y el nombre del Zanpakutō. El nombre del Zanpakutō cambia en la mayoría de los casos (Senbonzakura se convierte en Senbonzakura Kageyoshi). Por lo general la transformación de una Zanpakuto a su bankai se puede clasificar en cuatro tipos: 
1. Armas: como la de Ikkaku Madarame o Ichigo Kurosaki, las cuales incrementan su poder en relación con su shikai, del cual son una versión mejorada.
2. Criaturas: como las de Retsu Unohana o Kurotsuchi Mayuri que actúan en batalla en vez del guerrero o lo asisten.
3. Campos de batalla: como los de Kuchiki Byakuya o Tousen Kaname que crean un ambiente que otorga ventaja sobre el enemigo.
4. Artefactos: como la de Sajin Komamura (una marioneta), que utiliza con movimientos espejo (la marioneta ejecuta los mismos movimientos que Komamura) para combatir al enemigo

El Bankai también es uno de requisitos para llegar a ser capitán. Cualquier shinigami que la domine entra en la historia de la sociedad de almas. Todos los capitanes pueden efectuar la liberación Bankai menos Zaraki. Solo hay tres shinigamis que no son capitanes actualmente y sin embargo pueden efectuar la liberación completa y son: Ichigo Kurosaki, Ikkaku Madarame y Renji Abarai. Posteriormente, se desvela que el Teniente de la 1.ª División, Chojiro Sasakibe, también conocía el Bankai (Koko Gonryo Rikyo) y precisamente con él consiguió hacer una profunda cicatriz en la frente del Comandante Shigekuni Yamamoto Genryusai, la cual nunca se curó del todo, y por eso se le conocía como "eijiisan". Se da por entendido que Yoruichi Shihōin, Kisuke Urahara y los Visored -antiguamente capitanes y tenientes-, también conocen el bankai (de hecho, el mismo Kensei Muguruma libera su bankai (Tekken Tachikaze) en la lucha contra Wonderweiss Margera). Isshin Kurosaki ha sido mostrado en recuerdos usando el uniforme de capitán, lo que permite deducir que conoce la técnica, aunque se desconoce si en la actualidad aún es capaz de efectuarla.
Cabe decir que los Arrancars también portan una zanpakutō, la cual mantiene sellada la verdadera forma del Arrancar (contrario de las zanpakutōs de los shinigami, que sella la forma de la misma). Las zanpakutōs de los Arrancar no tienen Shikai ni Bankai. Se activan al pronunciar un comando acompañado del nombre de la espada, que les transforma dotándoles de sus verdaderos poderes como Hollows, pero Ulquiorra Cifer muestra una liberación adicional, llamada "Resurrección Segunda Etapa", lo que da a entender que es como un bankai. Es el único de los Espada que tiene esta habilidad (se ha especulado con que Harribel y Grimmjow también podrían haber desarrollado algo semejante, sin que haya confirmación al respecto).
Resulta interesante el decir que cuando una Zanpakuto se rompe durante un combate, el shinigami puede repararla vertiendo su sangre y su Reiatsu para en ella para regenerarla (muy al estilo de las armaduras del manga Saint Seiya). Pero, este proceso lleva aparejado un cambio en la Zanpakuto ("una zanpakuto que se rompe nunca vuelve a ser la misma", Mayuri Kurotsuchi). Normalmente el cambio resulta en una apreciable pérdida de poder en la zanpakuto (como en el caso de Hozukimaru y Zabimaru, zanpakutos de Ikkaku Madarame y Renji Abarai). 
Las únicas excepciones conocidas son la propia zanpakuto de Mayuri (programada por él mismo para autodestruírse antes que atacarle a él mismo), y Tenken (Zanpakuto de Sajin Komamura, capitán de la 7.ª División). 
En sagas posteriores se revela que el creador de las Zanpakuto y máximo responsable de su asignación a cada Shinigami es uno de los miembros de la División Cero (Ouetsu). A él acuden Ichigo Kurosaki y Renji Abarai para que reforje sus Zanpakuto.

## Artefactos
Estos son los artefactos que generalmente usan los shinigamis. 

### Gigai
El Gigai (義骸?) es usado por los shinigamis cuando estos últimos necesitan pasar largos períodos en el mundo humano. Un gigai es un cuerpo artificial que usan los shinigami para poder interactuar con los seres humanos. Un gigai funciona mejor si el shinigami logra cierta sincronización con él, lo cual se logra con el tiempo. Sin embargo, mientras el shinigami pase más tiempo junto con el gigai, después le costará más quitárselo y será más doloroso.

### Almas modificadas
Las Almas modificadas son espíritus artificiales creados en la Sociedad de Almas, con el propósito de ayudar a los shinigami en su lucha contra los hollows. Se pretendía introducirlas en los cuerpos de personas muertas, y estos darían distintas capacidades sobrehumanas a los mismos, permitiéndoles luchar. Sin embargo, su uso fue considerado poco ético y la Sociedad de Almas los desechó. Actualmente, se usan versiones menos sofisticadas de estas almas modificadas llamadas Gikongan (義魂丸?) para reemplazar a los shinigami cuando abandonan su gigai.

### Kikanshinki
Es un objeto que usan los shinigamis para hacer olvidar los recuerdos de las personas que tuvieron contacto o experiencia cercana con los hollows. Además, reemplaza los recuerdos perdidos por otros falsos; aunque es contraproducente ya que los recuerdos implantados se generan al azar por lo que en ocasiones los individuos tratados quedan con recuerdos de eventos extraños o incoherentes.
Tiene la forma de un encendedor y cuando se lo presiona sale un resorte con la cabeza de un pato en la punta.
En la saga de los Bound, Rukia aparece con un kikanshiki deluxe que tiene la forma de un conejo con un adorno para payasos en el cuello.

### Teléfono móvil
Lo usan los shinigamis para poder contactar con la sociedad de almas y a la vez recibir órdenes de esta. También a través del teléfono, la sociedad de almas le informa a los shinigamis de la posición exacta de los hollows.

### Tenshintai
Objeto el cual puede traer el espíritu zanpakutō al mundo real y hacer que el shinigami poseedor de la misma pelee con él. Este tiene una duración limitada a tres días, si en tres días logra derrotarlo, el shinigami obtiene el bankai.